# Velacho
En náutica, el velacho es la gavia que se coloca sobre el trinquete. Es también el nombre de la verga en que dicha vela se enverga y del mastelero en que una y otra se izan. 

## Expresiones relacionadas
- Diferir el velacho. Quitar los tomadores al velacho, dejándolo sujeto solo por la cruz.
- Abroquelar el velacho. Tirar de las puntas o extremos del velacho por la parte de barlovento para que el viento incida en ella por la cara de proa.